# Guerre entre Israël et le Hezbollah (2023-2024)
Cet article concerne la guerre qui oppose Israël et le Hezbollah depuis 2023. Pour la guerre qui oppose Israël au Hezbollah lors de l'été 2006, voir Conflit israélo-libanais de 2006.
Conflit israélo-arabe
La guerre entre Israël et le Hezbollah commence le 8 octobre 2023 et se conclut en un cessez-le-feu le 27 novembre 2024. Elle commence par des affrontements frontaliers initiés par le Hezbollah qui se prolongent pendant la guerre de Gaza. Elle se poursuit avec des bombardements israéliens massifs au Liban à partir du 23 septembre 2024 et une invasion israélienne du Liban.
La première phase est marquée par une guerre d'usure et des tirs de projectiles de part et d'autre de la frontière israélo-libanaise ; elle s'étale sur onze mois. L'objectif déclaré du Hezbollah est d'alléger la pression militaire exercée sur le Hamas, en retenant une partie des troupes israéliennes au nord, et de contraindre Israël à signer un cessez-le-feu à Gaza. Des dizaines de milliers d'habitants sont évacués dans les régions frontalières des deux pays. Israël est à l'origine d’environ 81 % des attaques. 700 personnes au Liban sont tuées, en majorité des militants du Hezbollah. 33 personnes sont tuées en Israël, en majorité des soldats.
Les autorités israéliennes annoncent le 17 septembre qu'à l'élimination du Hamas, qui est l'objectif déclaré de la guerre dans la bande de Gaza, s'ajoute désormais un nouveau but de guerre : le retour des 60 000 habitants qui avaient fui le nord d'Israël en raison des tirs de roquettes du Hezbollah. Les assassinats de plusieurs commandants du Hezbollah et les explosions de bipeurs et de talkies-walkies piégés du Hezbollah les 17 et 18 septembre 2024, fait par Israël, préparent la phase suivante de la guerre.
Une deuxième phase, commence le 23 septembre 2024, marquée par une campagne de bombardements massifs, qui font 1 829 morts au Liban à la date du 25 octobre selon les Nations Unies,, en majorité des civils selon le Ministère de la Santé publique. En représailles, le Hezbollah cible des sites militaires israéliens, dans une zone d'une profondeur 50 km au-delà de la frontière libanaise. Au Liban, 1,4 million de personnes ont été déplacées en raison du conflit, dans un pays de 5 millions d'habitants. Le dirigeant du Hezbollah, Hassan Nasrallah, est tué dans un bombardement le 27 septembre 2024 qui tue également des centaines de personnes.
L'invasion israélienne du Liban commence par des incursions le 30 septembre 2024 ; les bombardements menés dans de nombreuses régions du Liban se poursuivent pendant cette offensive terrestre, qui se produit dix-huit ans après la dernière invasion lors du conflit israélo-libanais de 2006. Durant cette précédente guerre, Israël avait bombardé puis envahi une partie du pays avant de se retirer au bout de trente-trois jours.
Un accord pour un cessez-le-feu est trouvé le 26 novembre 2024 et entre en vigueur le 27 novembre 2024 à 4 h (heure locale), 2 h (heure internationale). Le cessez-le-feu n'est cependant que partiellement respecté par l'armée israélienne, qui effectue régulièrement des frappes aériennes sur le Liban et continue d'occuper de nombreuses localités dans le sud du pays.

## Première phase: affrontements frontaliers
La guerre entre Israël et le Hezbollah commence le 8 octobre 2023 par des affrontements frontaliers initiés par le Hezbollah qui se prolongent pendant la guerre de Gaza.
Pendant le conflit, Israël a lancé des attaques à un rythme beaucoup plus élevé que le Hezbollah. Sur la durée totale de 11 mois (jusqu'au 23 septembre 2024), Israël est à l'origine de 81% des attaques. Selon un décompte de la Force intérimaire des Nations unies au Liban (FINUL) sur une durée plus limitée, entre le 21 octobre 2023 et le 20 février 2024, 7 948 « incidents de tirs d’artillerie » d’Israël vers le Liban ont été enregistrés, et 978 tirs d’artillerie du Liban vers Israël. Un autre décompte partiel des « attaques transfrontalières » entre le 8 octobre 2023 et le 5 juillet 2024 indique qu'« Israël en a mené environ cinq fois plus que le Hezbollah ».
Le Hezbollah et l'Iran se sont refusé à précipiter l’axe de la résistance dans une confrontation ouverte avec Israël, malgré des appels en ce sens des chefs du Hamas dans la bande de Gaza,. En revanche, Israël « augmente l’intensité de ses attaques », selon l'analyse de Joseph Daher, professeur à l’université de Lausanne. Le 2 janvier 2024 Israël assassine dans la banlieue sud de Beyrouth, où se trouve le quartier général du Hezbollah, Saleh Al-Arouri, numéro deux du Hamas, une attaque décrite comme la « première pierre de cette escalade ». Israël pratique d'autres assassinats ciblés au Liban, notamment celui de Fouad Chokr, haut cadre militaire du Hezbollah, lors de la frappe en juillet 2024 à Haret Hreik ; celui d'Ismaël Haniyeh, chef du Hamas, à Téhéran, le 31 juillet ; celui de Ibrahim Aqil lors de la frappe israélienne du 20 septembre 2024 à Beyrouth.
Le but de Benyamin Netanyahou selon le journaliste Nahum Barnea (en) dans le quotidien israélien Yediot Aharonot est dès la fin du mois d'août de favoriser l'escalade, « d'entraîner le gouvernement américain dans une guerre contre l'Iran ».
Le Hezbollah, conscient de la supériorité militaire écrasante de l'armée israélienne, doit composer avec l'opinion publique libanaise. Celle-ci, bien que sensible à la cause palestinienne, ne veut pas d'un conflit avec Israël. Le conflit israélo-libanais de 2006 (1 200 morts dont une majorité de civils, plus de 4 000 blessés, exode de près d’un million de personnes et des dégâts économiques de plusieurs milliards de dollars) a été traumatisant pour la population. Le pays est en outre confronté à une très importante crise économique due à l’effondrement de son système financier en 2019.
Le Hezbollah doit donc mesurer ses attaques et ses ripostes afin de ne pas déclencher une guerre ouverte avec Israël, malgré sa volonté de desserrer l'étau sur le Hamas et la bande de Gaza,. Cependant, l'intensité des frappes israéliennes augmente nettement à partir de la mi-août 2024.
Les explosions de bipeurs et de talkies-walkies piégés au Liban les 17 et 18 septembre 2024, largement attribuées à Israël, constitue un palier supplémentaire dans l'escalade de la violence ; elles sont qualifiées de crimes de guerre par le haut-commissaire de l’ONU aux droits humains, Volker Türk,. Les appareils avaient été distribués par le Hezbollah mais parmi les victimes, 42 morts et près de 3 500 blessés, le nombre de combattants du Hezbollah est difficile à déterminer.

## Deuxième phase: bombardements massifs de septembre à novembre 2024
Un « tournant » se produit avec les bombardements israéliens extrêmement meurtriers qui commencent le 23 septembre 2024. « Les experts militaires ont qualifié la campagne israélienne qui a commencé le 23 septembre 2024 de l’une des plus violentes de l’histoire de l’armée israélienne », selon le New York Times. Ses conséquences sont « dévastatrices » pour les civils libanais, estiment les spécialistes Chiara Ruffa et Vanesa Newby.
Les bombardements depuis le 23 septembre 2024 font plus de 1 600 morts selon l'AFP et plus de 12 082 blessés à la date du 25 octobre 2024. Il y a 1,4 million de personnes déplacées en raison du conflit à la date du 2 novembre 2024, dans un pays de 5 millions d'habitants.
Pendant la seule journée du 23 septembre 2024, 492 personnes ont été tuées au Liban ; entre cette date et le 26 septembre au matin, 641 personnes ont perdu la vie au Liban sous les bombes, et plus de 1 835 sont blessés dans plusieurs régions du Liban.
Le 27 septembre 2024, le bombardement israélien du quartier général du Hezbollah, tue Hassan Nasrallah, le chef du Hezbollah, mais aussi plusieurs centaines de personnes,.
Les civils au Liban sont fortement affectés par ce conflit ; si Israël affirme viser des combattants et des infrastructures militaires du Hezbollah, de nombreuses preuves existent de frappes israéliennes contre le personnel médical et contre des infrastructures civiles.
Selon les autorités israéliennes, 63 000 Israéliens ont dû quitter la zone frontalière avec le Liban à cause des roquettes par le Hezbollah ; selon l’ONU, 1 million de Libanais ont dû quitter leur lieu d'habitation - au sud du Liban et dans d'autres régions du pays - à cause des bombardements israéliens à la date du 1er octobre.

## Invasion israélienne de septembre à novembre 2024
L'armée israélienne procède à une offensive terrestre dès le 30 septembre 2024,, pendant que les bombardements se poursuivent. Les Casques bleus de la FINUL, présents au Liban depuis 1978 ne quittent pas leurs positions, mais sont incapables de mener à bien leur mission face à l'intensité des bombardements israéliens et des combats entre l'armée israélienne et la milice chiite libanaise. Le gouvernement libanais n'ayant ni donné son accord aux tirs de roquettes du Hezbollah contre le territoire israélien, ni déclaré la guerre, l'armée libanaise s'abstient d'intervenir dans les combats. Déployée au sud du Liban, elle a reçu pour mission de soutenir les personnes déplacées fuyant devant l'offensive terrestre israélienne ou cherchant à échapper aux bombardements.
Israël affirme que ces opérations visent à éliminer les forces et les infrastructures du Hezbollah. Pour sa part, le Hezbollah affirme continuer à viser le nord d'Israël par solidarité avec le Hamas et dans le but de contraindre Israël à conclure un cessez-le feu à Gaza.
L'armée israélienne ordonne aux habitants de nombreux villages du Sud-Liban d'évacuer les lieux. De violents combats ont lieu entre les soldats israéliens et le combattants du Hezbollah.
L'armée israélienne attaque à douze reprises les positions de la Force intérimaire des Nations unies au Liban, entre le début de l'invasion et le 19 octobre 2024, provoquant des condamnations de la communauté internationale, et du secrétaire général de l'ONU, António Guterres, selon lequel ces attaques pourraient constituer des crimes de guerre.
L'armée israélienne tue onze soldats libanais entre le début de l'invasion israélienne et le 26 octobre 2024 ; elle allègue des erreurs de tir.

## Cessez-le-feu

### Accord de cessez-le-feu
L'accord pour un cessez-le-feu entré en application le 27 novembre 2024 prévoit un retrait du Hezbollah au nord du fleuve Litani (à 30 km de la frontière entre Israël et le Liban),. « Les troupes d'invasion israéliennes se retireront [du territoire libanais] »,. L'armée Libanaise et la Finul reçoivent la mission d'assurer la paix dans le sud du Liban et de prévenir un réarmement du Hezbollah,. Les éventuelles violations par le Hezbollah sont relayées par un mécanisme de surveillance dirigé par les États-Unis,.
L'armée israélienne doit se retirer du sud du Liban dans un délai de 60 jours ; de même que le Hezbollah.

### Violations du cessez-le-feu par Israël
Au deuxième jour du cessez-le-feu, les deux belligérants s'accusent mutuellement d'avoir violé l'accord de cessez-le-feu. Israël à reconnu avoir mené des frappes aériennes sur des positions du Hezbollah.
Les autorités françaises accusent le 1er décembre l'armée israélienne d'avoir d’avoir violé le cessez-le-feu à plus de 50 reprises en cinq jours et reprochent au gouvernement israélien de contourner le comité international chargé de veiller au respect de l’accord. Des bombardements aériens et des tirs d’artillerie ont touché des villages libanais tandis que des troupes au sol se sont emparées de villages frontaliers après le retrait des combattants du Hezbollah.
L’armée israélienne continue, en outre, de bloquer l’accès à des dizaines de villages frontaliers aux habitants qui souhaiteraient regagner leur domicile. Une fois les hostilités théoriquement terminées, Israël a rasé des villages frontaliers : une « politique de la terre brûlée » visant à empêcher le retour des habitants et créer de facto une zone tampon.
Onze personnes sont tuées dans des bombardements israéliens sur deux villages le 2 décembre. En réponse, le Hezbollah annonce pour la première fois depuis le début de la trêve exécuter des « tirs d’avertissement » sur des positions israéliennes. 
Le gouvernement israélien menace le 3 décembre de « ne plus faire de distinction » entre le Hezbollah et l'État libanais si la guerre devait reprendre, avertissant que si l'armée libanaise « sous supervision américaine » ne démantèle pas les « infrastructures terroristes » du Hezbollah « tout l'accord s'effondrera ».
Une habitation abritant une famille de personnes déplacées est bombardée par l'armée israélienne le 7 décembre. Au moins cinq civils sont tués et d'autres blessés. Six personnes sont tuées le 10 décembre dans des frappes de drones israéliens sur plusieurs villages libanais.
Dans une plainte déposée le 24 décembre au Conseil de sécurité des Nations unies, le ministère des Affaires étrangères libanais impute plus de 800 violations du cessez-le-feu aux forces israéliennes. Le secrétaire général de l’ONU, Antonio Guterres, a averti Israël que « l’occupation » et les opérations militaires israéliennes « [devaient] cesser ». Selon le quotidien libanais L’Orient-Le Jour, les raids de l’aviation israélienne ont fait 42 morts au Liban depuis l’entrée en vigueur du cessez-le-feu. Le Hezbollah, très affaibli, s’est jusqu’ici abstenu de riposter, mais en laisse planer la menace. « Nous faisons preuve de retenue, mais cela ne signifie pas que nous le ferons soixante jours durant », a averti le 4 janvier Naïm Qassem, secrétaire général du Hezbollah.
Le 9 janvier 2025, Joseph Aoun, nouvellement élu président du Liban, déclare dans son discours d'investiture vouloir s'employer « à consacrer le droit de l’État [libanais] à avoir le monopole des armes » et qu’il respecterait la trêve établie fin novembre.
Le 24 janvier, Israël accuse le Liban de n'avoir pas « totalement » respecté ses engagements et indique que son retrait du sud du Liban prendra plus de 60 jours, contrairement aux dispositions de l'accord de cessez-le-feu.
Le 25 janvier, l'armée israélienne ouvre le feu dans plusieurs villages du sud du Liban sur des personnes qui tentaient de revenir chez elle, comme le prévoyait l'accord de cessez-le-feu, faisant au moins 24 morts et 134 blessés,.
Le 28 janvier, l'armée israélienne bombarde la ville de Nabatiyé, faisant au moins 24 blessés selon un premier bilan.
L'armée libanaise et la Force intérimaire des Nations unies au Liban ont détruit l’essentiel de ce qui restait des armes du Hezbollah au sud du fleuve Litani.
Au total, quatre mois après cessez-le-feu au Liban, l’armée israélienne a donc mené 47 raids meurtriers au Liban. Le bilan s'élève à 127 tués, dont plus de la moitié sont des civils. Côté libanais, trois attaques aux roquettes, qui n’ont pas fait de morts côté israélien, ont été signalées durant cette période, dont l’une revendiquée par le Hezbollah.
Ces attaques empêchent un retour à la normalité pour la population du sud du Liban, région la plus exposée aux bombardements.

## Pertes humaines

### Au Liban
Cette guerre a fait plus de 4 000 morts et 16 600 blessés, en majorité des civils, en 13 mois de conflit, entre le 8 octobre 2023 et le 15 novembre 2024, selon le ministère libanais de la Santé. 790 femmes et 316 enfants figurent parmi les victimes. De nombreuses personnes demeurent sous les décombres et ne sont pas incluses dans le bilan officiel des victimes. Le quotidien Asharq Al-Awsat estime qu'au moins 6 000 personnes ont été tuées. Des centaines de militants du Hezbollah ont été tués selon une source proche du parti.
1,4 million de Libanais ont dû quitter leurs foyers en raison de la guerre.
Selon l'Observatoire syrien des droits de l'homme (OSDH), les frappes israéliennes au Liban causent la mort d'au moins 171 réfugiés syriens, dont 33 femmes et 46 enfants, du 21 septembre au 3 octobre 2024.

### En Israël
23 soldats israéliens sont tués entre le 7 octobre 2023 et le 19 août 2024 dans le nord d'Israël et sur le plateau syrien du Golan occupé et annexé. A ce nombre s'ajoute celui de 47 soldats tués entre le 30 septembre 2024 et le 28 octobre 2024 dans des opérations au sol au cours de l'invasion du Liban. 45 civils ont été tués, selon les autorités israéliennes, dans des tirs depuis le Liban de roquettes et de missiles du Hezbollah, à la date du 14 novembre 2024.

## Violations du droit international

### Non-respect de la résolution 1701 de l'ONU par les deux parties
La résolution 1701 des Nations unies avait permis de rétablir la paix à l'issue du conflit israélo-libanais de 2006. Elle exigeait le retrait de toute force armée étrangère du territoire libanais et le désarmement des groupes armés libanais ; la zone située entre la frontière israélo-libanaise et le fleuve Litani en particulier devait être « exempte de tout personnel armé, de biens et d'armes autres que ceux des autorités libanaises et de la FINUL ».
Les deux parties ont violé la résolution entre 2006 et 2023.
Le Hezbollah a maintenu des activités militaires au Liban, notamment dans la zone de 30 km située dans le sud du Liban, entre la frontière sud et le Litani.
Israël a survolé quotidiennement l'espace aérien libanais en violation de la souveraineté de ce pays ; 30 000 violations de ce type ont été répertoriées depuis l'adoption de la résolution en 2006. L'invasion du Liban en 2024 constitue une autre violation de la résolution 1701 ; ainsi la FINUL rappelle le jour de cette offensive terrestre, le 1er octobre 2024, que « tout passage au Liban est une violation de la souveraineté et de l’intégrité territoriale libanaises »,.

### Bombardements israéliens ciblant le secteur médical au Liban
En deux semaines 50 ambulanciers ont été tués par des frappes israéliennes au Liban entre le 23 septembre et le 3 octobre 2024. Ces membres du personnel médical travaillent dans des services de santé affiliés au Hezbollah, ou au mouvement Amal ; ils ont, comme tous les professionnels de santé , un statut de protégé en vertu du droit international - y compris le personnel qui œuvre pour des organisations civiles du Hezbollah - rappellent les experts des droits de l’homme.
Les bombardements israéliens ont atteint de nombreux établissements de santé fin septembre 2024 et début octobre, comme l'hôpital de Bint Jbeil dans le sud du Liban, les abords de l'hôpital public de Tibnine où circulaient des ambulances, le voisinage de l'hôpital universitaire Ragheb Harb près de Nabatieh, la frappe israélienne contre le centre médical du centre de Beyrouth le 4 octobre 2024 (en), où 9 personnes ont été tuées et 14 blessées. « Le ciblage du personnel médical et les faux appels à des évacuations sont interdits par le droit international », souligne à ce sujet The Guardian, qui cite des experts des droits de l'homme.
Heidi Matthews, professeure canadienne de droit à la Osgoode Hall Law School, insiste sur le fait que les médecins et les secouristes qui travaillent dans des organisations affiliées au Hezbollah bénéficient de la même protection que tous les professionnels de santé ; le droit international interdit de les cibler.
Le 22 octobre, le quartier de Jnah de Beyrouth, près de la banlieue sud, est bombardé, à proximité de l'hôpital Rafic Hariri (Rafik Hariri University Hospital (en)), le plus grand hôpital du pays, sans avertissement préalable ; le bombardement fait 18 morts dont 4 enfants et 60 blessés. Les Nations Unies réclament une enquête concernant ce bombardement, car « les hôpitaux, les ambulances et le personnel médical sont explicitement protégés par le droit international humanitaire en raison de leur rôle essentiel pour sauver des vies ».
Conformément à l'article 19 de la quatrième Convention de Genève imposant le respect et la protection des hôpitaux et établissements de santé, un belligérant qui cible de tels établissements, au motif qu'ils sont utilisés à des fins militaires, doit en apporter la preuve claire.

### Bombardements israéliens ciblant des infrastructures civiles au Liban
Le Haut Commissaire des Nations unies pour les réfugiés déclare, le 6 octobre 2024, à propos des bombardements israéliens intensifs depuis le 23 septembre au Liban, avoir constaté « de nombreux cas de violations du droit humanitaire international dans la manière dont les frappes aériennes sont menées, détruisant ou endommageant des infrastructures civiles, affectant les opérations humanitaires »,. Filippo Grandi souligne le fait que la destruction de maisons civiles n'est pas conforme au droit de la guerre, de même que les déplacements forcés de population ou « le fait de forcer les gens à fuir ». L’ONU condamne « les dégâts considérables » causés lors des bombardements israéliens aux« installations civiles, comme « des propriétés résidentielles, et des locaux commerciaux » - par la voix du Haut-Commissaire des droits de l’homme de l’ONU.
Les bombardements israéliens du 21 octobre 2024 qui visent de nombreux bâtiments abritant la société de microcrédit al-Qard al-Hassan affiliée au Hezbollah, dans la banlieue sud de Beyrouth, et dans le sud et l'est du Liban, constituent de possibles crimes de guerre. Le Rapporteur spécial sur les droits de l'homme dans la lutte contre le terrorisme, Ben Saul, rappelle l'interdiction juridique de s'attaquer aux « infrastructures économiques ou financières d'un adversaire, même si elles soutiennent exclusivement ses activités militaires ». Ainsi déclare-t-il, de tels bombardements « violent le droit international humanitaire en ciblant des infrastructures civiles ». Des ONG comme Legal Agenda, une « organisation de recherche indépendante » libanaise, soulignent également l'absence d'« objectif militaire légitime », ce qui autorise à parler de crime de guerre. De même, Amnesty International,, qui déclare : « Être associé au Hezbollah ne suffit pas pour qu'un immeuble civil, ou les civils qui y sont, soient classés comme des objectifs militaires ». Si Israël accuse Qard al-Hassan d'avoir contribué à financer le terrorisme, Amnesty affirme que l'institution est une « bouée de sauvetage économique pour de nombreux civils libanais ». Qard al-Hassan accorde des prêts sans intérêts, en vertu des règles de la finance islamique qui interdisent l'usure et la spéculation.
Après avoir documenté quatre frappes « emblématiques » au Liban qui ont « anéanti des familles entières », Amnesty International demande à la Cour pénale internationale d’ouvrir une enquête pour « crimes de guerre », en raison de ce qu'il décrit comme une « atteinte délibérée » à des civils. Ces quatre frappes israéliennes sur des batiments résidentiels, ayant tué au moins 49 civils, ont été menées sur des bâtiments résidentiels sans avertissement et n'avaient aucun intérêt militaire selon l'ONG.

### Utilisation du phosphore blanc par l'armée israélienne au Liban
L'armée israélienne a bombardé au phosphore blanc près des villages libanais frontaliers. Le protocole III de la Convention sur les armes classiques, auquel Israël n'a pas adhéré, proscrit l'utilisation de ces munitions contre les civils ou contre « un objectif militaire situé à l'intérieur d'une concentration de civils ». Amnesty International a appelé à « une enquête pour crime de guerre ». Dans le sud du Liban, les bombes au phosphore blanc d'Israël provoquent des incendies, empoisonnent l'eau potable et engendrent une pollution à long terme. En effet, le phosphore blanc réduit la fertilité des sols, et aggrave l’érosion ; il menace la biodiversité. Les bombes au phosphore blanc ont détruit plus de 4 500 hectares de forêt, entraînant des pertes économiques évaluées à 20 millions de dollars. L'utilisation du phosphore blanc a provoqué plus de 134 incendies de forêt en juin 2024, brûlant 1 500 hectares de terres, selon l'Université américaine de Beyrouth. L'exposition au phosphore blanc a blessé au moins 173 personnes à la date du 28 mai 2024, selon le ministère libanais de la Santé publique ; toutefois ce chiffre ne fait pas la différence entre civils et combattants.
Un document confidentiel, révélé par le Financial Times le 22 octobre, indique que 15 casques bleus auraient été blessés par du phosphore blanc utilisé par l'armée israélienne, laquelle a mené au total douze attaques contre les positions de la FINUL. Le quotidien britannique souligne le fait que l'utilisation du phosphore blanc viole le droit international humanitaire quand elle a lieu dans des zones peuplées.

### Explosions de bipeurs et talkies-walkies piégés au Liban
L'ONU qualifie ces explosions de bipeurs, dont le piégeage est largement attribué à Israël, de « violations du droit international ». Volker Türk, haut-commissaire de l’ONU aux droits humains, déclare : « c'est un crime de guerre de commettre des violences destinées à propager la terreur »,. Plusieurs spécialistes de droit international soulignent le caractère indiscriminé de l'attaque et rappellent l'interdiction des pièges,, énoncée dans l’article 7(2) du Protocole II de la Convention sur certaines armes classiques (CCAC) et intégrée au droit international de la guerre en 1996. Selon The Guardian , de nombreux observateurs internationaux déclarent que « la détonation simultanée des milliers d'appareils de communication piégés pourrait constituer un crime de guerre ». Le fait qu'une partie, en l'occurrence le Hezbollah, ait recours à des moyens d'action criminels, n'autorise par l'autre partie - Israël - à violer le droit international.
Mary Ellen O'Connell (en), professeure de droit et d'études sur la paix internationale à l'université de Notre-Dame dans l'Indiana, précise : « Il est strictement interdit d'employer comme arme un objet utilisé par des civils ». En effet, il s'agit d'une forme de « meurtre par trahison », « par tromperie ». Le traité annexe de la seconde conférence de La Haye, toujours contraignant, impose aux combattants le port d’armes en public.

### Tirs du Hezbollah sur Israël
La juriste Mary Ellen O'Connell (en) rappelle qu'« en vertu du droit international, un acteur non étatique n’a le droit de combattre que s’il est associé à une force armée régulière d’un État souverain impliqué dans des hostilités dans le cadre d’un conflit armé. Ce n’est pas le cas du Hezbollah au Liban. Cela signifie que chaque missile lancé par le Hezbollah constitue un crime grave ».
Plusieurs civils ont été tués par les tirs du Hezbollah. L'attaque la plus notable du Hezbollah contre des civils a eu lieu le 27 juillet 2024, lors de l'attaque de Majdal Shams, une ville druze située dans le Golan syrien occupé par Israël ; une roquette a touché un terrain de football, tuant 12 enfants druzes et en blessant 34 autres.
Le 12 novembre 2023, le Hezbollah a tiré un missile antichar tuant un employé de la compagnie d'électricité israélienne. Le 9 juillet 2024, une roquette a frappé la voiture d'un couple au sud de la ville d'Ortal. Le 9 octobre 2024 un couple a été tué par des éclats d'obus d'une roquette du Hezbollah.

## Catastrophe humanitaire au Liban
L'ONU alerte sur la situation de catastrophe humanitaire au Liban. D'une part, il est difficile pour les Libanais de quitter le pays pour des raisons logistiques et économiques. D'autre part le Liban traverse une crise économique grave et ses structures hospitalières ou d'accueil ne peuvent subvenir aux besoins en temps de guerre.
Les bombardements israéliens ont détruit des infrastructures des services d’eau et d’assainissement, ce qui aggrave les risques d'épidémies ; un premier cas de choléra est apparu dans le nord du pays en octobre. Les organisations humanitaires signalent la situation de groupes vulnérables sans toit à l'approche de l'hiver. Au moins une trentaine d'installations hydrauliques ont été endommagées par les bombardements entre le début octobre 2023 et la fin décembre 2023, affectant l’approvisionnement en eau de plus de 360 000 personnes, principalement au Liban-Sud.
La sécurité alimentaire du Liban est fortement menacée : les agences alimentaires des Nations unies placent le 31 octobre 2024 le Liban sur la liste des pays de très haute préoccupation. Le rapport de l'ONU précise que 1,3 million de personnes, soit 23 % de la population libanaise, ont été confrontées à des niveaux élevés d'insécurité alimentaire aiguë.
Le responsable de la Croix-Rouge britannique pour le Moyen-Orient, Gabriel Karlsson, analyse également la situation comme « une catastrophe humanitaire », du fait de l'absence d'abris pour les 1,2 million de personnes déplacées. Un responsable de l'organisation néerlandaise Pax for Peace, Wim Zwijnenburg souligne le fait que « des infrastructures civiles comme les canaux d'irrigation, les stations-service et les réseaux électriques ont été endommagés, ce qui aggrave la situation humanitaire » ; « le rayon des explosions tue et mutile les civils à proximité ».

## Frappes sur le personnel de santé, les ambulances, les hôpitaux au Liban
200 membres du personnel de santé libanais sont tués en 13 mois de conflit, à la date du 14 novembre 2024 selon le ministre de la Santé libanais.
Selon les Nations unis, à la date du 14 octobre 2024, « les attaques israéliennes ont forcé la fermeture de 98 établissements de santé à travers le Liban ».
Israël a largué des bombes à distance létale d'au moins 19 hôpitaux libanais, soit dans un rayon de 340 mètres autour de ces établissements, à distance dangereuse de 24 hôpitaux, soit dans un rayon de 500 mètres, selon une analyse de CNN publiée début novembre 2024,.
Les opérations militaires israéliennes au Liban ont touché 243 véhicules, 84 centres de soins ou structures ambulatoires et 40 hôpitaux selon le ministère libanais de la Santé au 1er novembre 2024. Israël a allégué une utilisation militaire d'ambulances par le Hezbollah « sans toutefois en apporter la preuve » selon CNN. Amnesty International indique également n'avoir trouvé aucune preuve que ces établissements ou véhicules étaient utilisés à des fins militaires, et a estimé que de telles attaques constituaient des crimes de guerre.
Au moins 12 secouristes de la Défense civile libanaise (qui dépend de l’État libanais, sans rapport avec le Hezbollah) et 16 ambulanciers de la Croix-Rouge libanaise (sans rapport avec le Hezbollah) ont été tués dans des frappes israéliennes à la date du 4 novembre 2024. 15 ambulanciers  sans rapport documenté avec le Hezbollah sont tués dans une même frappe aérienne sur un bâtiment de la Défense civile de l'État libanais à Baalbek-Douris le 14 novembre 2024 ; l'armée israélienne n'a pas donné suite aux demandes concernant le mobile de cette frappe,.

## Destructions d'infrastructures civiles au Liban
Israël a détruit un quart des bâtiments dans le sud du Liban selon le Washington Post du 1er novembre 2024. Selon la BBC,« Israël a démontré, lors de sa récente escalade, sa volonté de frapper des bâtiments résidentiels sans avertissement pour tenter d'abattre le Hezbollah ».
Près de 100 000 bâtiments ont été endommagés en près d'un an de conflit, selon une estimation de la Banque mondiale le 14 novembre 2024,,. 18% de ces 100 000 bâtiments sont totalement détruits. 80% des maisons endommagées ou détruites se trouvent dans le sud. Ces destructions représentent une perte de 3,4 milliards de dollars, sur le total de 5,1 milliards chiffré par la Banque mondiale mi-novembre 2024.
Les bombardements ont détruit le 20 octobre un établissement soutenu par le Fonds des Nations unies pour la population (FNUAP, United Nations Fund for Population Activities) qui accueillait des femmes et des filles victimes de violences sexuelles dans la banlieue sud de Beyrouth. A cette date, « 10 structures soutenues par le FNUAP – notamment des sites de soins de santé primaires, des espaces sécurisés et des maternités mobiles – ont été fermés en raison de l'insécurité » dans plusieurs régions du Liban.
Les bombardements israéliens ont détruit 269 000 unités d’habitation, soit 16 % du parc immobilier libanais, causant l'accumulation d'un total d'au moins 32 millions de tonnes de débris.

## Destructions de villes et de villages au Liban
Le village Yaroun dans le sud du Liban est la cible durant les affrontements frontaliers entre Israël et le Hezbollah de bombardements israéliens massifs,. L'armée israélienne publie le 7 octobre 2024 des images du village de Yaroun en grande partie ravagé, filmées par un drone,. Des images satellites et des vidéos montrent le 11 octobre 2024 que Yaroun a été en grande partie détruit par l'armée israélienne.
Le village de Maroun al-Ras, situé lui aussi près de la frontière sud du Liban a subi la même destruction généralisée.
Aïta al-Shaab est le village du Liban le plus ciblé par l'aviation israélienne depuis le 8 octobre 2023. Le 5 juin 2024 des images satellites analysées par Reuters montrent le village devenu en grande partie un champ de ruines. Selon Andreas Krieg, du King's College de Londres, les images des frappes indiquent que l'aviation israélienne a largué des bombes de 900 kg sur le village. Le village est en grande partie détruit en octobre 2024.
Les villages de Kfar Kila, et de Meiss El Jabal dans le sud du Liban ont été presque entièrement détruits par Israël.
Mhaibib a été détruit par l'armée israélienne le 16 octobre 2024 non par des bombardements mais dans le cadre de l'invasion du Liban ; l'armée israélienne a provoqué l'explosion simultanée de tonnes d'explosifs qu'elle avait placés dans le village,. Selon les allégations d'Israël, des tunnels utilisés par la force Redwan du Hezbollah passaient sous les maisons. La destruction du village embarrasse la communauté internationale, selon Le Monde.
Les destructions de villages libanais par l'armée israélienne sont considérées par des observateurs internationaux et des organisations de défense des droits de l'homme comme des châtiments collectifs et à ce titre comme de possibles violations du droit international. Le déplacement de populations civiles suscite « de graves préoccupations humanitaires ».
Les quartiers du Sud de Beyrouth, la capitale libanaise, ont été dévastés par des bombardements intensifs. La région de Baalbek, dans l'est du Liban, a aussi été fortement bombardée, poussant la population à fuir. Plus de 13 500 bombardements israéliens ont été recensés au Liban entre la fin septembre et la fin novembre 2024.
Les zones agricoles sont aussi lourdement affectées avec plus de 1 900 hectares de terres touchés dans le gouvernorat du Liban-Sud et dans celui de Nabatieh selon le bureau de la coordination des affaires humanitaires de l'ONU.

## Journalistes tués au Liban
L'armée israélienne tire deux obus de 120 mm de char Merkava en direction de journalistes le 13 octobre 2023, tuant un reporter photographe de Reuters et blessant 6 autres, dont 2 de l'Agence France-Presse, qui couvraient les hostilités entre Israël et le Hezbollah dans le sud du Liban. L'ONU ouvre une enquête qui conclut qu'il n'y avait pas eu d'échange de tirs à ce moment-là à la frontière israélo-libanaise. Le rapport de la Force intérimaire des Nations unies au Liban souligne le fait que « les tirs contre des civils, en l’occurrence des journalistes clairement identifiables, constituent une violation de la résolution 1701 du Conseil de sécurité de l’ONU et du droit international». Le journaliste de Reuters assassiné est Issam Abdallah (en) ; parmi les autres victimes figure Christina Assi, de l'AFP, qui a dû être amputée d'une jambe.
Le 25 octobre 2024 une frappe aérienne israélienne tue trois journalistes de chaînes d'information pro-Hezbollah dans la ville de Hasbaya. Sept autres, travaillant pour divers médias, sont blessés dans l'attaque. Le porte-parole adjoint de l’ONU souligne le fait que les journalistes sont « protégés par le droit international humanitaire ». Jonathan Dagher, responsable du bureau Moyen-Orient de Reporters sans frontières (RSF) affirme qu'il s'agit vraisemblablement d'un crime de guerre dans la mesure où les journalistes étaient « identifiables » par des voitures marquées PRESS, et où la frappe était « isolée » ; il annonce l'ouverture d'une enquête par Reporters sans frontières.
Au total, six journalistes ont été tués au Liban par l'armée israélienne depuis le début du conflit. En novembre 2023, deux correspondants d'une chaîne de télévision pro-Hezbollah avaient été abattus par la frappe d'un drone israélien. Libération rappelle que ces journalistes travaillant pour Al-Mayadeen sont juridiquement « tous des civils, dont la prise pour cible va à l’encontre du droit international humanitaire ».

## Ordres d'évacuation au Liban
Israël affirme communiquer des ordres d'évacuation dans le but de limiter le nombre de victimes civiles au Liban et se présente comme l'une des rares pays en guerre à en publier. Toutefois, selon The Guardian, « dans la plupart des frappes les plus meurtrières d'Israël au Liban, aucun avertissement n'a été émis, ce qui soulève des questions sur l'objectif réel des ordres d'évacuation ». Par exemple 71 personnes, ont été ensevelies le 29 septembre 2024 sous les décombres d'un immeuble résidentiel dans la frappe israélienne sur Aïn el-Delb (près de Sidon), qui a eu lieu sans préavis,.
Les avertissements concernent surtout des frappes nocturnes, non celles qui se déroulent durant la journée. Les bombardements touchent des zones plus larges que ce qui est annoncé dans les ordres d'évacuation. Les ordres sont émis 30 à 90 minutes avant les frappes aériennes, or certains civils ne sont pas en mesure physiquement de quitter la zone (personnes non motorisées, malades etc.) ; Israël a l'obligation en vertu du droit international de les protéger, et doit protéger aussi les civils qui refusent de quitter leur domicile. Les organisations de défense des droits de humains estiment que ces messages sont « insuffisants et dans certains cas trompeurs ».
Amnesty International remet en question les ordres d'évacuation adressés à des villages et des villes entières, qui pourraient « créer les conditions d'un déplacement massif » ; par exemple les habitants de Baalbek tout entière ont été appelés à abandonner leurs foyers le 31 octobre 2024.

## Impact de la guerre sur le système éducatif
L’Unicef alerte en octobre 2024 sur les conséquences de la guerre sur l'éducation des enfants et pointe le risque d'une « génération perdue ». Plus de 400 000 enfants ont été déplacés à cause des bombardements et de nombreuses écoles ont fermé leurs portes ou ont été transformées en abris pour les réfugiés.
Le ministre de l'Éducation libanais annonce la suspension des cours dans les écoles et universités de Beyrouth et ses environs à partir du 24 novembre à la suite de l'intensification des bombardements israéliens sur la capitale. Il indique par ailleurs, le 28 novembre, que 62 enseignants ont été tués depuis le début de la guerre.

## Victimes et dégâts en Israël

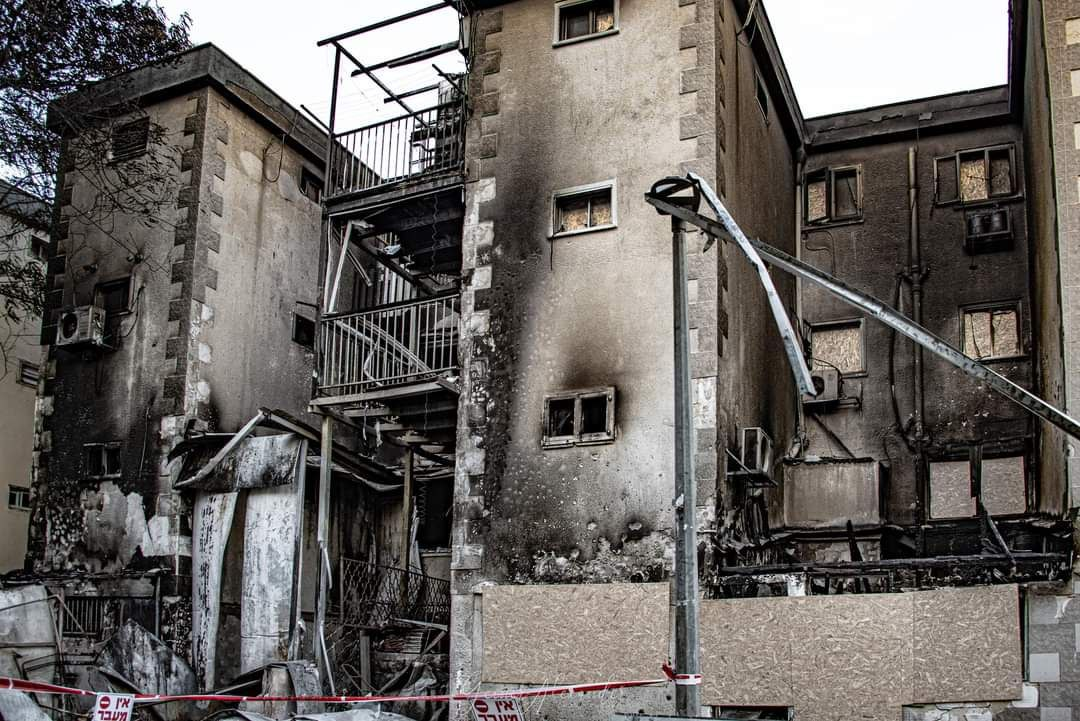
Un bâtiment endommagé par une attaque du Hezbollah à Kiryat Shmona

Vingt-six civils israéliens, 22 soldats et un agent de sécurité ont été tués en Israël. Trois autres soldats ont été tués accidentellement sans lien avec le conflit. Neuf soldats ont été tués au cours de combats dans le sud du Liban. Les attaques du Hezbollah ont entraîné l'évacuation de plus de 90 000 personnes - 60 000 forcées et 30 000 volontaires - du nord d'Israël. En juillet 2024, le gouvernement israélien a donné l'ordre d'évacuer 43 localités situées à moins de 5 km de la frontière avec le Liban.
En février 2024, plus de 500 maisons dans le nord d’Israël auraient été endommagées par le Hezbollah, selon les rapports reçus par l’armée israélienne. 
Selon Tomer Fadlon, économiste à l’université de Tel Aviv, le non-retour de la population dans le nord d’Israël aurait des conséquences importantes sur l’économie. Le conflit a gravement porté préjudice à l’ industrie du tourisme dans le nord. De nombreuses usines de la région n’ont pas fermé mais ont souffert d’une pénurie de main-d’œuvre pouvant atteindre 50 %.
A Kiryat Shmona les entreprises de technologie alimentaire ont quitté la ville après l'évacuation de la ville en octobre 2023. Le nord d'Israël abrite un tiers des terres agricoles d'Israël, et les hauteurs du Golan et la Galilée occupées représentaient 73 % de la production annuelle d'œufs d'Israël ; le conflit a entraîné une baisse de la production nationale d'œufs.

## Motivations des belligérants

### Israël
L'objectif déclaré de Benyamin Netanyahou est le retour sur la frontière nord d'Israël des 60 000 Israéliens déplacés en raison des tirs de roquettes du Hezbollah. La poursuite de la guerre lui permet de retarder la tenue de trois procès dirigés contre lui pour corruption et fraude ; cette approche du conflit au Proche-Orient a été diffusée par le documentaire américain The Bibi Files (en), d'Alexis Bloom, projeté le 9 septembre 2024 au festival international du film de Toronto. Le Premier ministre israélien espère aussi échapper à une commission d'enquête sur des défaillances de sa part qui ont rendu possible les attaques palestiniennes du 7 octobre 2023. De plus la décision de Netanyahou serait liée au calendrier de l'élection présidentielle américaine, selon l'analyste Nimord Goren : si le 5 novembre 2024, Kamala Harris est élue, le président des États-Unis Joe Biden disposera d'une plus grande marge de manœuvre pour faire pression sur le gouvernement israélien et obtenir la signature d'un cessez-le-feu à Gaza avant de quitter le pouvoir en janvier 2025.
La guerre au Liban permet de conforter la popularité de Benyamin Netanyahou auprès de l'opinion publique israélienne. Le Premier ministre israélien a connu une remontée de sa popularité dès avril 2024, lié à la menace d'un embrasement régional après le bombardement du consulat iranien de Damas et la faible riposte iranienne qui avait suivi. Selon Dahlia Scheindlin, spécialiste de l’analyse des sondages à Century International, think tank de Tel-Aviv, « tant que la guerre se concentrait sur Gaza, Nétanyahou a connu ses pires résultats dans les sondages. Mais il a bénéficié, avec son parti, le Likoud, de chaque étape de l’escalade régionale. L’opinion la perçoit comme une reprise de l’initiative. Elle projette une image de force, et jusqu’ici, les gens estiment qu’ils peuvent vivre avec ce risque ». Le 23 août, un sondage sur les intentions de vote donne le Likoud en tête pour la première fois depuis le 7 octobre 2023 en cas d’élections
Outre l'intransigeance de Benyamin Netanyahou, les ministres d'extrême droite qui font partie de la coalition gouvernementale ont « torpillé le projet de cessez-le-feu » du 26 septembre 2024. L’extrême droite israélienne prône une invasion terrestre du Liban, certains de ses membres appelant également à y établir des colonies.
Enfin, les bombardements massifs sur le Hezbollah pourraient conduire à une escalade amenant l'Iran à s'engager dans le conflit pour sauver son allié. Or, l'une des priorités du Premier ministre israélien est d'en finir avec le programme nucléaire de l'Iran, tandis que ses alliés d’extrême droite attendent la « grande guerre » qui libérera Israël de tous ses ennemis.

### Hezbollah
Le but officiel du Hezbollah est, depuis l'attaque d'Israël par le Hamas le 7 octobre 2023, de harceler Israël au nord pour alléger la pression qui pèse sur le Hamas. La milice libanaise a sans cesse répété, depuis le début de ses tirs de roquette en direction d’Israël le 8 octobre 2023, au lendemain de l’attaque du Hamas en Israël, qu’il y mettrait fin dès qu’un accord entre l’État israélien et le mouvement islamiste palestinien interviendrait. Elle mène des attaques et ripostes de faible intensité afin d'éviter une guerre ouverte, privilégiant une stratégie de harcèlement d'Israël. Ce harcèlement contraint Tel-Aviv à mobiliser des troupes au nord, ce qui desserre quelque peu l'étau qui étreint le Hamas. En outre, en obligeant des milliers de civils israéliens à évacuer leurs foyers dans le nord du pays, il crée un problème politique pour Benjamin Netanyahou, lequel doit composer avec la pression de ces déplacés. Le conflit avec Israël lui permet également de se légitimer et de renforcer son influence au Liban.

## Rôle de l'armée libanaise et de la FINUL
L'armée libanaise et la Force intérimaire des Nations unies au Liban sont présentes sur le territoire libanais mais ne participent pas au conflit, et ne s'interposent pas non plus entre les belligérants.

### Rôle de l'armée libanaise
Le gouvernement libanais n'ayant ni donné son accord aux tirs de roquettes du Hezbollah contre le territoire israélien, ni déclaré la guerre, l'armée s'abstient d'intervenir dans les combats. Déployée au sud du Liban, elle a reçu pour mission de soutenir les personnes déplacées fuyant devant l'offensive terrestre israélienne ou cherchant à échapper aux bombardements ; elle doit aussi maintenir la paix civile dans une période où des tensions internes pourraient ressurgir. D'autres raisons ont été invoquées pour expliquer la réserve à laquelle se tient l'armée Libanaise : elle est largement financée par les États-Unis ; elle est sous-équipée ; sa cohésion suppose le respect de délicats équilibres politiques et confessionnels.

### Rôle de la FINUL
Les Casques bleus de la FINUL sont présents dans le sud du Liban depuis 1978, avec un rôle renforcé depuis 2006 après le conflit israélo-libanais de 2006. La FINUL a pour rôle de rendre compte au Conseil de sécurité de l'ONU des manquements aux résolutions de l'ONU, de protéger les civils — dans la mesure de ses moyens — et de leur assurer une aide humanitaire.

## Réactions
À la suite des combats, Swiss International Air Lines et Lufthansa ont suspendu leurs vols vers Beyrouth, tandis que la compagnie nationale libanaise Middle East Airlines a transféré cinq de ses 24 avions vers Istanbul par mesure de précaution. L'Australie, le Canada, la France, l'Allemagne, l'Espagne et le Royaume-Uni ont déconseillé de voyager au Liban, tandis que l'ambassade britannique a évacué des membres des familles de son personnel.
La représentante de l'ONU au Liban, Jeanine Hennis-Plasschaert, met en garde en septembre 2024 contre « une catastrophe imminente » au Moyen-Orient à la suite de l'intensification des attaques israéliennes contre le Liban. Cette escalade a poussé le Premier ministre libanais Najib Mikati à annuler son déplacement à l’ONU à New York en appelant « à la fin des terribles massacres israéliens ».
Le secrétaire général de l'ONU, António Guterres, s'est alarmé des bombardements massifs sur le Liban lors d'une réunion d'urgence du Conseil de sécurité le 25 septembre, indiquant que « l'enfer se déchaine au Liban ». « Nous devons tous nous alarmer de l'escalade, le Liban est au bord du gouffre », a-t-il insisté, estimant que « le monde ne peut pas laisser le Liban devenir un autre Gaza ».
L'Unicef s'est alarmée du « rythme effrayant » auquel les enfants sont tués, ainsi que des dommages aux installations civiles comme les stations de pompage, qui privent une partie de la population d'accès à l'eau potable dans l'est et le sud du Liban.
Israël refuse le 26 septembre la proposition de cessez-le-feu de 21 jours avancée par les États-Unis et la France et ordonne la poursuite des combats.

### Rapport de Human Rights Watch
Un rapport de Human Rights Watch (HRW) publié en avril 2025 accuse Israël d’avoir mené des « attaques aveugles contre des civils. » L'ONG cite notamment l'exemple du village de Younine, dans l’est du Liban, où 33 civils ont été tués au cours de deux massacres. Le 25 septembre 2024, une bombe aérienne guidée JDAM fournie à Israël par les Etats-Unis a touché un immeuble habité, tuant 23 membres d’une famille syrienne. Une seconde frappe, conduite le 1er novembre, y a détruit une maison et tué dix civils, dont cinq femmes et un bébé d'un an. HRW précise n’avoir trouvé durant son enquête « aucune preuve d’activité militaire, ni de cibles militaires, sur ces deux sites » et qu'aucun avertissement n'avait été donné aux habitants pour évacuer.
Selon l'ONG, « un nombre croissant de preuves montrent que les forces israéliennes ont systématiquement manqué à leur obligation de protéger les civils lors de leurs frappes menées au Liban en 2023 et 2024, ou de faire une distinction adéquate entre les cibles militaires d’une part et les civils d’autre part ». En outre, les Etats-Unis pourraient s’être rendus coupables de complicité de crimes de guerre pour avoir fourni des armes utilisées par l'armée israélienne pour massacrer des civils.

## Chronologie

### 2023

#### Octobre
Dans la matinée du 8 octobre 2023, le Hezbollah tire des roquettes et des obus sur des positions israéliennes de la région des fermes de Chebaa sur le plateau du Golan « en solidarité avec la résistance et le peuple palestiniens » après l'attaque du Hamas, le 7 octobre. Les Forces de défense israéliennes (FDI) répliquent par des obus d'artillerie et un drone sur le sud du Liban,. Deux enfants libanais sont blessés par du verre brisé.
Israël réalise une série de frappes aériennes sur le sud du Liban le 9 octobre, près des villes de Marwahin, Aïta ach-Chab et Dhayra, dans le district de Bint-Jbeil, après que de nombreux militants palestiniens ont infiltré la frontière israélienne. Deux combattants (probablement palestiniens) sont tués. Le Hezbollah nie toute implication dans l'incident. Il annonce plus tard la mort de deux autres combattants dans la nuit. Le mouvement tire des roquettes et réalise des frappes d'artillerie en représailles.
Au cours des affrontements, deux soldats israéliens et le lieutenant-colonel Alim Abdallah, commandant adjoint de la 300e brigade israélienne, meurent des suites de blessures infligées par les tirs à la frontière, et trois autres militaires sont blessés.
Le Hezbollah et Tsahal échangent des tirs le 10 octobre, le Hezbollah lançant une salve de roquettes sur Israël et les factions palestiniennes attaquant les forces de sécurité. Le Hezbollah tire un missile guidé antichar sur un véhicule militaire israélien dans la région d'Avivim (en), provoquant une frappe d'hélicoptère israélien en représailles.
Le 11 octobre, le Hezbollah tire des missiles antichars sur une position militaire israélienne et affirme avoir causé des victimes. En réponse, les FDI bombardent la zone d'où l'attaque a été lancée. L'hôpital libano-italien de Tyr admet trois civils blessés. L'armée israélienne ordonne aux habitants du Nord d'Israël de chercher refuge, à la suite d'informations faisant état de lancements de drones depuis le sud du Liban. Un missile Patriot est tiré pour intercepter un projectile suspect, après quoi les FDI découvrent que l'objet en question n'est pas un drone. Des sirènes d'avertissement se déclenchent dans le nord d'Israël, après une suspicion d'infiltrations de combattants en parapente, avant que Tsahal ne déclare qu'il s'agit d'une fausse alerte.
Le ministère israélien de la Défense annonce le 12 octobre la mort d'un soldat (un autre est blessé) par un missile antichar tiré par le Hezbollah.
Le 13 octobre, le chef adjoint du Hezbollah, Cheikh Naïm Qassem, déclare que « lorsque le moment sera venu d'agir, nous exécuterons », affirmant que le Hezbollah est prêt et « contribuera aux affrontements contre Israël selon son propre plan ». Tsahal frappe le sud du Liban à la suite d'une explosion qui cause des dommages mineurs à une section du mur frontalier entre Israël et le Liban, près du kibboutz de Hanita. Issam Abdallah, journaliste vidéo libanais de Reuters, est tué, tandis qu'au moins six autres journalistes de Reuters, de l'AFP et d'Al Jazeera sont blessés. L'armée libanaise déclare que deux autres personnes ont été blessées lors de la frappe.
L'armée israélienne a publié le 14 octobre des images d'une attaque de drone qui, selon elle, a tué trois infiltrés libanais près de Margaliot (en), membres du Hamas. L'un d'eux a été reconnu par le Hezbollah comme l'un de ses membres. Dans l'après-midi, le Hezbollah a tiré 50 obus de mortier et 6 missiles antichars vers cinq avant-postes israéliens dans les fermes de Chebaa. De nouveaux bombardements de Tsahal ont tué deux civils dans un village de Chebaa, des preuves vidéo et photographiques montrant l'utilisation de bombes au phosphore.
Le 15 octobre, le Hezbollah a lancé cinq missiles antichars vers le nord d'Israël, tuant un civil et en blessant trois autres à Shtula (en). La FINUL a déclaré que son quartier général à Naqoura, dans le sud du Liban, avait été touché par des tirs de roquettes sans qu'aucune victime ne soit signalée. Le lieutenant Amitai Granot, commandant du 75e bataillon de la brigade Golani de Tsahal et fils du rabbin Tamir Granot (he), a été tué dans une attaque de missile contre un poste de Tsahal frontalier du Liban,.
L'armée israélienne a annoncé le 16 octobre l'évacuation des habitants des colonies situées à deux kilomètres de la frontière libanaise. Dans l'après-midi, des coups de feu ont été tirés vers des positions de Tsahal près de la frontière dont le Hezbollah a revendiqué la responsabilité. Les FDI ont répondu par des tirs d'artillerie. Le Hezbollah a déclaré avoir commencé à détruire les caméras de surveillance de plusieurs postes de l'armée israélienne.
Dans la soirée, des missiles antichars ont été tirés sur un char de Tsahal et des coups de feu ont été dirigés vers plusieurs positions de l'armée. Les FDI ont attaqué les sources des tirs avec de l'artillerie. Aucune victime n'a été signalée dans les deux échanges ce jour-là.
Amnesty International a rapporté que les FDI avaient tiré des obus au phosphore blanc sur Dhayra, hospitalisant neuf civils et incendiant des biens civils. Aya Majzoub, directrice régionale adjointe pour le Moyen-Orient et l'Afrique du Nord à Amnesty International, a décrit l'attaque comme une violation du droit international qui devait faire l'objet d'une enquête comme un crime de guerre, et qu'elle « a gravement mis en danger la vie des civils, dont beaucoup ont été hospitalisés et déplacés, et dont les maisons et les voitures ont pris feu ».
Les médias d'État libanais ont rapporté le 17 octobre que Dhayra et d'autres zones le long de la partie ouest de la frontière ont été soumises à des bombardements « continus » pendant la nuit. Tôt le matin, il a été signalé que plusieurs personnes souffraient de symptômes d'étouffement après que les FDI auraient tiré des obus au phosphore blanc sur le village. Trois personnes ont été blessées après l'atterrissage d'un missile antichar en provenance du Liban sur la ville israélienne de Metoula.
L'armée israélienne a déclaré avoir tué quatre candidats à l'infiltration le long de la frontière libanaise alors qu'ils tentaient de poser des bombes sur le mur frontalier. Le Hezbollah a annoncé que cinq de ses membres avaient été tués ce jour-là, mais il n'était pas clair si l'un d'entre eux était impliqué dans l'infiltration de la frontière.
Après l'explosion de l'hôpital Al-Ahli Arabi, des manifestants propalestiniens ont pris part à des émeutes dans les villes de Dbaiyeh et d'Aoukar le 18 octobre. Des commerces ont été vandalisés et incendiés.
Le lendemain, des dizaines de roquettes ont été tirées sur les villes de Nahariya, au nord d'Israël, et de Kiryat Shmona, depuis le sud du Liban, blessant au moins trois civils. Le Hamas a déclaré que ses cellules au Liban étaient responsables des attaques à la roquette. Israël a répondu par des frappes aériennes sur les positions du Hezbollah.
L'armée libanaise a déclaré qu'un homme avait été tué et un autre blessé après qu'un groupe de sept journalistes iraniens aient été visés par des mitrailleuses par Israël, bien que les médias d'État iraniens aient nié cette affirmation et déclaré que tous ses journalistes étaient « vivants et en bonne santé ». Les soldats de maintien de la paix de la FINUL ont déclaré qu'une personne avait été tuée après que des civils aient été pris dans un échange de tirs à la frontière au cours duquel l'armée libanaise a demandé l'aide de la FINUL pour désamorcer la situation. Il a été demandé à Israël de suspendre les tirs « pour faciliter l'opération de sauvetage ».
La branche libanaise du Hamas tire un barrage d'une trentaine de roquettes vers le nord d'Israël le 20 octobre. Le lendemain, les autorités israéliennes décident d'évacuer la localité de Kiryat Shmona et ses 25 000 habitants.
À midi, l'armée israélienne a déclaré qu'un de ses avions avait tué trois combattants du Hezbollah qui s'étaient infiltrés à la frontière de Shtula. Dans l'après-midi, plusieurs tirs de projectiles ont été effectués depuis le Liban vers le nord d'Israël, Tsahal a répondu par des tirs d'artillerie sur les sources des attaques. L'armée israélienne a annoncé qu'un soldat de réserve israélo-américain avait été tué et trois autres blessés.
En début d'après-midi du 21 octobre, plusieurs roquettes ont été tirées depuis le Liban vers les fermes de Chebaa, sans faire de blessé. Tsahal a mené une frappe de drone contre l'équipe de combattants qui a lancé les roquettes.
Peu de temps après, des missiles guidés antichars ont été tirés depuis le Liban vers Margaliot et Hanita, deux travailleurs étrangers ont été blessés. Tsahal a mené des frappes aériennes contre les équipes de missiles.
Dans la soirée, un autre missile guidé antichar a été tiré depuis le Liban vers Bar'am (en). Un soldat de Tsahal a été grièvement blessé et deux autres légèrement. L'armée israélienne a répondu par plusieurs frappes aériennes dans le sud du Liban, dont certaines ont ciblé d'autres équipes de missiles préparant des attaques.
Selon Tsahal, en fin de matinée du 22 octobre, un missile guidé antichar a été tiré depuis le Liban vers les fermes de Chebaa. Tsahal a répondu par des tirs de chars et a tué l'équipe de missiles.
En début d'après-midi, plusieurs obus de mortier ont été tirés vers Yiftah, aucun dégât ni victime n'ont été signalé. Dans la soirée, un missile guidé antichar a été tiré vers Arab al-Aramshe (en), Tsahal a répondu par des frappes aériennes continues contre les équipes de lancement de missiles. Au total, sept équipes ont été frappées au cours de la journée.
Après une journée de frappes de Tsahal contre les équipes de missiles du Hezbollah, dans la soirée, un missile guidé antichar a été tiré vers Kiryat Shmona. Deux personnes ont été blessés et une maison a été endommagée. Tsahal a répondu le 23 octobre par des frappes aériennes continues contre des équipes de missiles et de roquettes, ainsi que par des frappes contre les postes frontières du Hezbollah.
Le 24 octobre, l'armée israélienne a déclaré qu'un membre du Hezbollah avait été tué alors qu'il tentait de tirer sur Israël depuis le sud du Liban, près de la ville frontalière de Bar'am.
Dans la matinée du 25 octobre, Tsahal a attaqué un groupe de combattants qui tentaient de tirer des missiles antichars depuis le Liban vers Israël. Vers 16 h 0, 4 roquettes ont été lancées vers le territoire israélien, qui sont tombées dans des zones ouvertes. Les avions militaires de Tsahal ont bombardé la périphérie des villages de Kfar Kila, Yaroun et Deir Mimas (en).
Tsahal a attaqué le 27 octobre les sources des tirs de roquettes après que des combattants ont tiré sur des postes de Tsahal dans les villages d'Avivim et de Misgav Am (en).
Un convoi de l'armée libanaise a essuyé des tirs des forces israéliennes dans le village frontalier d'Aitaroun, mais aucune victime n'a été signalée.
Un obus a touché le quartier général de la FINUL à Naqoura le 28 octobre. Quelques heures plus tard, deux obus de mortier ont touché une base de la FINUL à Houla, blessant un casque bleu népalais.
Le 29 octobre, les brigades Al-Qassam ont lancé 16 roquettes sur Kiryat Shmona, touchant un immeuble résidentiel. Le Hebollah a abattu un drone israélien avec un missile sol-air.
Des combattants du JIP ont tenté d'infiltrer les positions de Tsahal à la frontière libanaise le 30 octobre.
Le lendemain, le Hezbollah a mené quatre attaques contre des positions de Tsahal dans le nord d'Israël.

#### Novembre
Le Hezbollah a mené le 1er novembre plusieurs attaques de missiles guidés antichar sur Yiftah.
Kiryat Shmona est touchée par sept roquettes le 5 novembre 2023. La ville a été en grande partie évacuée, les habitants restés sur place sont priés de rester à proximité des abris anti-bombes.

### 2024

#### Février
L’armée israélienne mène le 26 février 2024 des frappes à l’est du Liban pour la première fois depuis le début de la guerre à Gaza entre Israël et le Hamas, visant des objectifs du Hezbollah dont au moins deux membres ont été tués aux abords de la ville de Baalbeck.

#### Juillet
Cinq personnes dont trois enfants sont tuées dans des frappes israéliennes sur le sud du Liban le 16 juillet 2024.
Le 27 juillet 2024, une attaque à la roquette vise la ville druze de Majdal Shams, située dans le nord du plateau du Golan. Elle tue onze personnes, dont des enfants et des adolescents âgés de 10 à 20 ans, sur un terrain de football local, et fait au moins 34 blessés. Cette attaque est la plus meurtrière lancée par le Hezbollah depuis le début de la guerre. Cependant, l'organisation nie être responsable de cette attaque. Une nouvelle enquête devrait être lancée quant à l'origine de cette attaque.
Le 30 juillet 2024, Israël bombarde le dernier étage d'un bâtiment de huit étages dans la banlieue sud de Beyrouth, tuant Fouad Chokr, le commandant du Hezbollah responsable de l'attaque à la roquette de Majdal Shams,.

#### Août
Le 13 août 2024, Israël lance des frappes aériennes contre des cibles du Hezbollah dans des villages du sud du Liban, tuant deux personnes dans une frappe aérienne à Baraachit.
Le 25 août 2024, l'aviation israélienne lance une vaste attaque préventive contre le Hezbollah, ciblant 6000 objectifs, soit les roquettes, drones et projectiles que la milice comptait envoyer (elle parvient à en lancer environ 500) pour venger la mort de Fouad Chokr,.

#### Septembre
Le 4 septembre, le Hezbollah lance une soixantaine de roquettes vers Israël qui réplique en bombardant les positions du Hezbollah jusqu'au lendemain.
Le 7 septembre, le Hezbollah lance des projectiles vers Israël qui réplique par des bombardements sur les positions du Hezbollah au Liban.
Le 10 septembre, Israël tue Mohammad el-Chaër, un commandant de la force d'élite al-Radwan du Hezbollah, et bombarde un bâtiment près de Nabatieh abritant des membres de la milice, qui réplique par des roquettes,.
Le 15 septembre, Israël bombarde préventivement des rampes de lancement du Hezbollah qui réplique par des drones.
Le 17 septembre 2024, les autorités israéliennes affirment que le retour des habitants qui avaient fui le nord d'Israël en raison des tirs du Hezbollah libanais, était désormais un « des buts de guerre ».
Le 17 septembre 2024 et le 18 septembre 2024 ont lieu les explosions de téléavertisseurs piégés, largement attribuées à Israël,. Les appareils avaient été distribués par le Hezbollah mais parmi les victimes, 42 morts et près de 3500 blessés, le nombre de combattants du Hezbollah est difficile à déterminer.
Le 19 septembre 2024, Israël mène le bombardement le plus intense en un an de guerre sur le sud du Liban. Le bombardement composé de 52 frappes aurait atteint une centaine de lanceurs de roquettes et d'autres cibles stratégiques selon l'armée israélienne,.
Le 20 septembre 2024, l'armée israélienne bombarde un immeuble résidentiel dans la banlieue sud de Beyrouth. Au moins 52 personnes, dont 16 membres du Hezbollah, ont été tuées et 66 blessés selon un bilan provisoire du ministère libanais de la Santé,.
Dans la nuit du 21 au 22 septembre 2024, Tsahal indique que des « dizaines d’avions » menaient des « frappes massives » dans le sud du Liban. En réponse, le Hezbollah tire des centaines de roquettes, depuis l'Irak et le Liban, vers des positions militaires dans le nord d’Israël. D'importants dégât sont à signaler.
Le 23 et 24 septembre, l'armée israélienne bombarde massivement au moins 1600 cibles ; ces bombardements font au moins 558 morts, dont 50 enfants, plus de 1 835 blessés (dont 492 tués pour la seule journée du 23 septembre), et provoquent des déplacements massifs de population. C'est le plus lourd bilan en une seule journée depuis la fin de la guerre civile libanaise en 1990. Le Premier ministre libanais parle d'« une guerre d'extermination à tous égards, un plan de destruction visant à anéantir les villages et les villes libanais. » Le ministère de la Santé a appelé tous les hôpitaux des gouvernorats du Sud, de Nabatiyé et de Baalbek-Hermel à suspendre toutes les opérations chirurgicales non urgentes afin de traiter les blessés résultant des bombardements. Le gouvernement libanais annonce par ailleurs la fermeture des écoles. Les bombardements israéliens ont fait une majorité de victimes civiles selon Radio France internationale. Le gouvernement israélien décrète l'état d'urgence.
Les bombardements israéliens se poursuivent dans la nuit ainsi que le 24 septembre, tandis que l'exode massif de la population du Sud-Liban continue. Des centaines de Libanais fuient vers la Syrie. Le Hezbollah tire près de 300 roquettes en plusieurs salves sur le nord d'Israël et la région d'Haïfa, faisant des dizaines de blessés légers.
Les régions visées sont le Sud-Liban, le Mont-Liban, l’Anti-Liban, et la plaine orientale de la Békaa, « visant des régions jusque-là épargnées » ; les habitants se sont vu intimer l'ordre d'évacuer les lieux et de s'éloigner des combattants du Hezbollah.
Le Hezbollah fait usage le 24 septembre, pour la première fois depuis le début du conflit, de ses roquettes Fadi, dont la portée et la charge sont plus importantes. Le 25 le Hezbollah tire un missile balistique vers le centre d'Israël. Il est intercepté par le système antiaérien Fronde de David sans faire de victime. Les bombardements aériens israéliens continuent.
Les bombardements israéliens sur le Liban ont tué le 25 septembre au moins 81 personnes et fait 403 blessés selon le ministère libanais de la Santé.
Le 26 septembre, 92 personnes sont tuées et 153 blessées. Des villages chrétiens sont notamment bombardés.
Cinq militaires syriens sont tués le 27 septembre dans un bombardement israélien près de la ville syrienne de Kfar Yabous (en) à la frontière syro-libanaise.
Le 27 septembre, Israël bombarde le QG du Hezbollah avec pour cible Hassan Nasrallah, secrétaire général du Hezbollah. Cette attaque, qui a rasé plusieurs immeubles dans les environs et fait des centaines de morts, est qualifiée de massacre au Liban. Le 28 septembre, le Hezbollah confirme la mort de son dirigeant. Abbas Nilforoushan, général iranien adjoint aux opérations du chef des Gardiens de la révolution périt dans le même bombardement.
Le 30 septembre 2024 Israël opère de premières incursions terrestres au Liban.

#### Octobre
Le 13 octobre, un groupe de drones du Hezbollah a ciblé une base militaire près de Binyamina , tuant quatre soldats de Tsahal et en blessant 58. (english wp)
Le 19 octobre 2024, une attaque au drone a lieu sur la résidence du premier ministre israélien, Benjamin Netanyahou, à Césarée. Cette attaque se composait de trois drones dont deux ont été interceptés. Le premier ministre et son épouse n'étaient pas chez eux au moment de l'attentat et personne n'a été blessé, selon les autorités israéliennes. Le Hezbollah a ensuite revendiqué la « responsabilité totale et exclusive » et l'Iran a nié toute implication dans cette attaque.

#### Novembre
Le 24 novembre 2024 constitue l’une des journées les plus violentes du conflit avec des dizaines de raids aériens israéliens et les tirs de centaines de roquettes du Hezbollah.
Le 25 novembre 2024, la Maison-Blanche annonce qu’un accord de cessez-le-feu est proche. Celui-ci prévoit une trêve de 60 jours avec un repli des miliciens du Hezbollah au nord du fleuve Litani tandis que l’armée libanaise remplacera les forces terrestres israéliennes qui évacueront le sud du Liban. Le processus doit être supervisé par l’ONU, les États-Unis et la France ; le rôle de cette dernière n’allant pas de soi du fait des difficultés diplomatiques entre Israël et la France. Ce projet de cessez-le-feu reçoit le soutien de Josep Borrell, pour l’Union européenne, tandis que le ministre de la Sécurité nationale israélien, Itamar Ben-Gvir, considère qu’il s’agirait d’une « grosse erreur » et « une occasion historique manquée d’éradiquer le Hezbollah ».
Le 26 novembre 2024, tout en continuant à mener de nombreuses frappes dans la journée, Benyamin Netanyahou annonce à la télévision qu’il présentera pour approbation du cabinet de sécurité, dans la soirée, le projet de cessez-le-feu ; celui-ci devant permettre à Israël de « se concentrer sur la menace iranienne » tandis que la « pression sur [le Hamas] va s’intensifier et cela contribuera à la mission sacrée de libérer [les] otages ». Lorsque 5 000 soldats libanais auront pris position dans le sud, le Hezbollah remettra à l’armée libanaise ses infrastructures et équipements non transportables. Cet accord de cessez-le-feu est adopté dans la soirée à 10 voix pour et 1 contre.